# Chalcionellus amoenulus
Chalcionellus amoenulus är en skalbaggsart som först beskrevs av Fahraeus in Boheman 1851.  Chalcionellus amoenulus ingår i släktet Chalcionellus och familjen stumpbaggar. Inga underarter finns listade i Catalogue of Life.